# Мухамед Али Египатски
Мухамед Али Египатски или Мехмед-Алија Мисирски (4. март 1769 − 2. август 1849) био је османски намесник Египатског ејалета и самопроглашени кедив Египта. Управљао је Египтом од 1805. године до своје смрти. Оснивач је династије Мухамед Али која је Египтом владала до револуције 1952. године.

## Владавина
Французи су, заједничком акцијом Велике Британије и Турске, приморани да 1801. године напусте Египат. Неспособност да зауставе Наполеона нанела је Мамелуцима тежак морални ударац. Групације Мамелука бориле су се за власт. Висока порта је покушала да докрајчи моћ Мамелука покољем њихових бегова. У сукобима мамелучких и албанских трупа истакао се Мухамед Али. Порта му је 1805. године доделила титулу намесника Египта. Мухамед Али је, уз помоћ Мамелука, одбио напад Британаца 1807. године. Дана 1. марта 1811. године извршио је покољ над 480 мамелучких бегова чиме је окончана њихова моћ у Египту. На захтев султана, Мухамед Али шаље 1811. године трупе у Саудијску Арабију против Вахабита које обара његов син Ибрахим-паша (1818). Две године касније, Мухамедова војска заузела је Судан до Кардофана, а под Мухамедовом контролом су се нашле луке Савакин и Масава на Црвеном мору. Своје бунтовне албанско-турске трупе заменио је војском сачињеном од египатског сељаштва (фелахе) која је опремљена по западњачком узору. Из француских и италијанских бродоградилишта набављао је ратне бродове довршивши 1829. године формирање египатске флоте. Године 1824, на позив турског султана, послао је 60 ратних бродова под Ибрахим-пашом, као помоћ Османлијама у гушењу Грчког устанка. Султан му је за узврат обећао контролу над Сиријом. Међутим, интервенција великих европских сила довела је до пораза Османског царства и формирања Краљевине Грчке. Одбијање султана Махмуда II да испуни обећање дато Мухамеду довело је 1831. године до избијања првог турско-египатског рата. Ибрахим-паша однео је сјајне победе и био му је отворен пут до самог Цариграда. У таквој ситуацији, Махмуд се обратио за помоћ Руској империји са којом је, након последњег Руско-турског рата, био у пријатељству. Споразумом у Ункјар-Искелесију, Турска је затворила мореузе Босфор и Дарданеле за све стране бродове, сем за руске. За узврат, Руси су интервенисали на страни Турске и 1833. године је са Мухамедом склопљен мир у Китахји. Мухамед Али је доживотно добио Сирију и Адану у Киликији. Махмуд се није могао помирити са таквим исходом, па је 1838. године послао нову војску на Мухамеда. Турска војска разбијена је код Низипа, али су се тада умешале велике силе: Британија, Русија, Пруска и Аустрија. Ниједној од ових држава није одговарало уништење „болесника на Босфору“. Мухамед Али је присиљен да се повуче из Сирије. За то је награђен ферманом од новог турског султана 1841. године којим је Мухамед Алију признато наследно право намесништва у Египту, Судану, Синају и неким деловима Арабије. Мухамед Али је владао до своје смрти 1848. године.

## Биографија
Мухамед Али рођен је у Кавали, у османској провинцији Македонији (у делу који је данас у Грчкој) у албанској породици. Како су забележили многи француски и енглески новинари, али и бројни људи који су с њим били у контакту, једини језик који је знао течно да говори, био је албански, и нешто слабије турски. Његов отац Ибрахим Ага, био је трговац дуваном и достављач, док је његова мајка Зајнаба била кћи Хусеин Аге, моћног отоманског племића чорбаџије Кавале. Након смрти оца, који је умро кад је Мухамед био још мали, подигао га је његов ујак Хусеин Ага уз своју децу. Ујак му је доделио чин буљукбаше и привилегију да прикупља порез у Кавали и околини. Због добре службе, промовисан је у чин другог команданта свог рођака Саречесме Халил аге, и послат с Добровољачким одредом из Кавале у Египат 1801. године, који је након Наполеоновог одласка, пао у безвлашће. Оженио се са Али Агином кћерком, Емином Носратли, богатом удовицом Али бега Ал-Кабира.
Кад је Мухамед Али стигао у отомански Египат, у њему су се за превласт борили Мамелуци (чија је моћ знатно ослабила током Наполеонове владавине) и Турци. У то анархично време Мухамед Али се користио својим оданим албанском добровољцима играјући на обе стране, али притом водећи рачуна да то највише иде њему на корист. На крају су локалне египатске верске вође (улема), сами затражили да се дотадашњи валија, Ахмед Куршид-паша, смени а на његово место постави Мухамед Али, што је и учињено 1805. године. Првобитно је Мухамед Али владао опрезно, настојећи да учврсти своју власт, али с временом је хтео да се реши Мамалука, који су владали Египтом преко 600 година и имали још увек велики утицај и посредну власт. Због тога је Али одлучио да побије њихове вође. Он их је позвао на свечаност у Каиро 1811. године, поводом испраћаја његовог сина Тусуна у поход на Арабију, и оне који су дошли ухапсио је и убио. Колики је био број убијених, ни данас није јасно, по једнима то је било 74, по другима чак 500 побијених мамалучких вођа. Након сече вођа, послао је војнике по целом Египту да униште све преостале мамалучке снаге. Мухамед Али је претворио Египат у регионалну силу, и наступио као природни настављач онемоћалог Отоманског царства чији је вазални поданик и надаље формално био, мада је у стварности спроводио властиту политику.

### Реформе
Мухамед Али је желео да модернизује Египат по узору на европске земље. Исто то желио је да проведе и отомански султан Селим III, али је због великог отпора у властитој војсци и верској улеми на крају свргнут и убијен. Али није хтио да понови његове грешке. Мухамедов план био је једноставан и праволинијски. Пошто је намеравао да Египтом управља као самостални суверен, била му је потребна јака војска. Да би обезбедио јаку војску морао је створити организован бирократски систем који би убирао приходе. Како би приходи били велики, Мухамед је појачао пољопривредну производњу. Побољшао је систем канала и дотока воде у поља, увео производњу памука са дугим влакнима и шећерне репе, а стару класу сеоске властеле заменила је нова, углавном турско-черкеско-албанска класа земљорадника који су представљали елиту окупљену око паше. Порези су били врло високи, а извршени су пописи земљишта како би се наплаћивање пореза могло строго контролисати. Покренуте су машинска и поморска индустрија. Мухамедове реформе су несумњиво довеле до модернизације Египта, али истовремено и до погоршавања положаја сељака. Честе побуне сељаштва сурово су гушене.
Мухамед Али национализовао је сву земљу у Египту. То је остварио тако што је енормно повисио порезе, и како већина није то могла подмирити, он им је конфисковао земљу. У пракси је то значило увођење државног монопола на сву земљу и трговину у Египту. Након сређивања стања у пољопривреди и финансијама, бацио се на изградњу и опремање модерне војске. У Каиру је организовао мануфактуре за производњу мускета и топова. Подигао је бродоградилиште у Александрији, при крају 1830-их година Египат је произвео девет бродова са по 100 топова и имао продукцију од по 1.600 мускета на месечно. Али је такође основао прве фабрике текстила у Египту.
Највише га је занимала изградња модерне управе и војске. Због тог је послао пуно младих у Европу на студије. Исто тако довео је пуно европских стручњака, који су му требали за подизање школа и болница, и за обуку војске. Реформисао је управу у Египту, и поделио га на десет провинција, за гувернере је поставио властите синове, који су за свој рад одговарали њему лично. Алијева власт је 1835. године, основала прву модерну штампарију у арапском свету Булак, која је штампала службене новине његове владе.